# Dậy thì muộn
Dậy thì muộn / dậy thì bị trì hoãn là khi một người thiếu hoặc có sự phát triển không đầy đủ các đặc điểm tình dục cụ thể đã qua tuổi bắt đầu dậy thì thông thường. Người bệnh có thể không có dấu hiệu thể chất hoặc nội tiết tố mà tuổi dậy thì đã bắt đầu. Tại Hoa Kỳ, các bé gái được coi là chậm dậy thì nếu thiếu phát triển vú ở tuổi 13 hoặc chưa bắt đầu kinh nguyệt ở tuổi 16. Các bé trai được coi là chậm dậy thì nếu tinh hoàn không to lên ở tuổi 14. Dậy thì muộn ảnh hưởng đến khoảng 2% thanh thiếu niên.
Thông thường nhất, dậy thì có thể bị trì hoãn trong vài năm và vẫn diễn ra bình thường, trong trường hợp đó được coi là chậm phát triển cơ thể và dậy thì muộn, một biến thể phổ biến của sự phát triển thể chất lành mạnh. Sự chậm trễ của tuổi dậy thì cũng có thể xảy ra do nhiều nguyên nhân khác nhau như suy dinh dưỡng, các bệnh hệ thống khác nhau hoặc khiếm khuyết của hệ thống sinh sản (suy sinh dục) hoặc phản ứng của cơ thể đối với hormone giới tính.
Điều trị ban đầu cho dậy thì muộn không phải do một tình trạng mãn tính liên quan đến đo huyết thanh FSH, LH, testosterone / estradiol, cũng như chụp X quang tuổi xương.
Nếu có một khiếm khuyết vĩnh viễn của hệ thống sinh sản một cách rõ ràng, điều trị thường bao gồm thay thế các hormone thích hợp (testosterone / dihydrotestosterone cho bé trai, estradiol và progesterone cho bé gái).

## Thời gian và định nghĩa
Tuổi dậy thì được coi là chậm trễ khi trẻ chưa bắt đầu dậy thì khi hai độ lệch chuẩn hoặc khoảng 95% trẻ em có hoàn cảnh tương tự.